# Os du Randt
Jacobus Petrus "Os" du Randt (Elliot, 8 de setembro de 1972) é um ex-jogador sul-africano de rugby union que jogava como pilar.
Considerado um dos melhores jogadores de rugby da história em sua posição, era conhecido como The Ox ("O Boi", em inglês), um trocadilho com seu apelido Os. Integrou a seleção sul-africana campeã da Copa do Mundo de Rugby de 1995, onde a África do Sul era a sede e, depois de anos de boicote por conta do apartheid, também uma estreante do evento. Foi o último daqueles campeões a se aposentar: isto se deu doze anos depois, precisamente na final da Copa do Mundo de Rugby de 2007, onde atuou todos os 80 minutos da decisão, contra a Inglaterra. Du Randt é exatamente o único jogador presente nos dois títulos mundiais dos Springboks.
Domesticamente, integrou o clube Free State Cheetahs, onde depois de parar de jogar passou a trabalhar como técnico de scrum, papel que chegou a exercer também na seleção.